# Mazeredo
Mazeredo é uma escultora brasileira cujas obras públicas estão expostas em diversas cidades brasileiras, especialmente no Rio de Janeiro.

## Obras escultóricas
- Tributo à Ayrton Senna - Barra da Tijuca, Rio de Janeiro[1]
- Interação - obra feita resina, na Praça Nossa Senhora da Paz, no Rio de Janeiro
- Nossa Senhora de Copacabana[2] - no Rio de Janeiro
- Zuzu Angel

## Prêmios
Dentre seus principais prêmios, constam:
- 1982 - Medalha de Ouro – Salão de Primavera para a Academia Brasileira de Letras, RJ.

Medalha de Prata – Mostra Internacional de Arte Contemporânea, RJ.
- 1983 – Medalha de Ouro – Bienal Internacional de Arte, RJ.

Medalha de Ouro – Mostra de Arte – Assembleia Legislativa do Rio.
- 1986 - Medalha de Ouro – Secretaria de Cultura, RJ.
- 1988 - Medalha de Ouro – Prêmio Semana da Asa, RJ.

Prêmio de Viagem e Aquisição do Instituto Histórico e Cultural da Aeronáutica, RJ.
Medalha de Ouro – Sociedade Brasileira de Belas Artes, RJ.
- 1998 - Medalha de Ouro – Salão do Galeão, RJ.
- 2001 – Medalha do Pacificador – Ministério da Guerra, RJ.
- 2002 - Prêmio São Sebastião da Cultura – Associação Cultural de Arquidiocese do Rio de Janeiro.